# Hengwm Ring Cairn

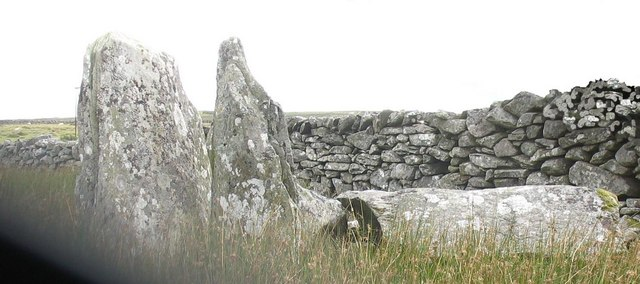
Hengwm Ring Cairn

Hengwm Ring Cairn ist eine Megalithanlage in Form eines Ring Cairns in den Hügeln oberhalb der Merioneth-Küste nahe dem Fluss Ceunant Egryn, nordöstlich von Barmouth-Llanaber in Gwynedd in Wales.
Hengwm ist ein kleiner Ring Cairn von etwa 6,0 m Durchmesser, mit nach außen gerichteten Steinen und einem inneren Cairn von etwa 2,0 m Durchmesser und 0,75 m Höhe, im nordwestlichen Teil des Ring Cairns. In seinem südwestlichen Teil liegt möglicherweise eine Steinkiste. Steinhügel sind in den meisten Anlagen des Typs erkennbar. Der Ring Cairn wird von einem 1,0 m breiten und 0,2 m hohen Wall umgeben. 
Von der Anhöhe, auf der der Ring Cairn liegt, überblickt man im Westen Cardigan Bay, die Bucht an der Mündung des St.-Georgs-Kanals. Die Anlage vermittelt von der Lage her einen ähnlichen Eindruck wie die etwas weiter nördlich gelegenen Anlagen Bryn Cader Faner und Carn Llechart.
In der Nähe liegen die Megalithanlagen von Carneddau Hengwm, die Siedlung Mynydd Egryn, das Hillfort Pen-y-Dinas und die Reste der Steinkreise von Ffridd Newydd.